# Diep in mijn hart (André Hazes)
Diep in mijn hart is een single van de Nederlandse zanger André Hazes uit 1982. Het stond in hetzelfde jaar als elfde track op het album Met liefde.

## Achtergrond
Diep in mijn hart is geschreven door André Hazes, Elmer Veerhoff, Aart Mol, Erwin van Prehn, Geertjan Hessing en Cees Bergman en geproduceerd door Tim Griek. Het is een van Hazes' grootste hits; het was na Eenzame kerst het tweede nummer dat de eerste positie van de Nationale Hitparade (één week in negen weken notering) behaalde. Het nummer gaat over een op de klippen gelopen relatie, waarvan de zanger het diep in zijn hart wist dat dat zou gebeuren, omdat de vrouw in de relatie te jong zou zijn. Het nummer haalde ook successen in de Nederlandse Top 40, waar het kwam tot de tweede plaats (in acht weken notering) en in de Vlaamse Ultratop 50, waar het tot de zeventiende positie kwam (in vier weken notering).

## NPO Radio 2 Top 2000
| Nummer met noteringen in de NPO Radio 2 Top 2000 | '01  | '02 | '03  | '04  | '05  | '06 | '07  | '08  |
| ------------------------------------------------ | ---- | --- | ---- | ---- | ---- | --- | ---- | ---- |
| Diep in mijn hart                                | 1241 | -   | 1900 | 1125 | 1512 | -   | 1508 | 1831 |

1. ↑  Een '-' betekent dat het nummer niet was genoteerd en een vetgedrukt getal geeft de hoogste notering aan.
2. ↑  2001 was het eerste jaar met een notering voor dit nummer.
3. ↑  Deze tabel is bijgewerkt tot en met de laatste editie (2024).

## Covers
Op het album A Little in Love uit 1997 van Engelbert Humperdinck staat een Engelstalige cover getiteld Deep in My Heart. Voor het album Samen met Dré uit 2007 heeft Guus Meeuwis een coverversie ingezongen, samen met opnames van Hazes zelf.